# I Wanna Be Where You Are
Pour les articles homonymes, voir I Wanna Be.
Singles de Michael Jackson
Rockin' Robin
(1972) Ain't No Sunshine (Chanson de Michael Jackson)
(1972)
Pistes de Got to Be There
Ain't No Sunshine (Chanson de Michael Jackson)
(1) Girl Don't Take Your Love From Me
(3)
I Wanna Be Where You Are est une chanson du chanteur américain Michael Jackson écrite et composée par Leon Ware et Arthur "T-Boy" Ross et sortie en 1972. Elle est classée no 16 au Billboard Hot 100, no 2 aux Hot R&B/Hip-Hop Songs et no 7 au Cash Box. Elle est immédiatement reprise par Willie Hutch et Leon Thomas en 1973 puis par Marvin Gaye.

## La Chanson

### Genèse
La préparation de l'album "Got To Be There" donne naissance à un duo de compositeurs, qui livre à Motown quelques belles chansons des années 1970 : Arthur Ross, le jeune frère de Diana, et Leon Ware. Ce duo symbolise à merveille la transmission du savoir-faire d'une génération à l'autre. Ware rejoint Motown en 1967 en tant que compositeur attitré de l'écurie. Il travaille aussi pour les Isley Brothers ou encore Tina Turner. Arthur Ross, pour sa part, arrive au label en tant qu'auteur grâce à l'appui de sa sœur Diana qui, une fois sa carrière solo officiellement lancée, réussit à imposer certaines conditions à Berry Gordy. Ce coup de pouce fraternel permet au talent du jeune Arthur de s'épanouir. Le duo Ross/Ware s'illustre en 1974 en composant I Want You pour Marvin Gaye, un opus d'une sensualité folle et jamais contestée. À noter que Ware est aussi l'un des maillons de la chaîne qui établit la connexion musicale entre Michael Jackson et Quincy Jones. En 1974, il participe aux titres If I Ever Lose This Heaven, One Track Mind et Body Heat, tous extraits de l'album "Body Heat" de Quincy Jones.

### Réalisation
Les sessions de "Got To Be There" ont lieu à l'automne 1971. La chanson éponyme sort en single en octobre. Le concert donné la même année par les Jackson Five à Gary, Indiana, leur ville natale, est diffusé sous la forme d'une émission spéciale également déclinée en album commercialisé par Motown. Le groupe atteint un paroxysme commercial qui encourage Berry Gordy à valoriser le talent du jeune Michael, sur qui l'attention des médias et du public se focalise. Le jeune homme se retrouve ainsi en studio pour coucher sur bande ses tout premiers enregistrements en solo. Ses frères sont remplacés par les choristes attitrés de Motown. L'album ne contient qu'une seule composition signée The Corporation : Wings Of My Love. I Wanna Be Where You Are est produit par Hal Davis, qui, plusieurs fois dans la carrière des frères Jackson chez Motown, se révèle être force de proposition pour apporter de nouveaux éléments à leur musique. Cette chanson est la première collaboration d'Arthur Ross et de Leon Ware à être gravée sur disque. Elle débute avec une intro jouée au clavecin, un instrument déjà entendu sur I'll Be There. Il sonne ici comme un thème annonçant le début du songe d'une personne qui, littéralement, espère se retrouver au même endroit que l'être aimé.

## Divers
• En plus de générer un grand nombre de reprises au fil des ans, de Thelma Houston à Jennifer Holliday sans oublier Beyoncé, I Wanna Be Where You Are sort en single aux États-Unis et atteint la 16e place du classement général (et la 2e des charts R&B). Contrairement à Ain't No Sunshine, le titre reste inédit sur le marché du single au Royaume-Uni.
• Comme un signe annonciateur de la révolution des vidéoclips des années 1980, la chanson sert de bande-son à l'un des épisodes du dessin animé des Jackson Five intitulé "Michael White", diffusé le 16 septembre 1972.

## Autres versions
Enregistrées en anglais (sauf mentions contraires) par :
- 50 Cent (instrumental)
- Carleen Anderson et Paul Weller
- Gary Bartz (instrumental)
- Beyoncé
- Mary J. Blige (sampling)
- Chris Brown (sampling)
- Willie Clayton
- Ronnie Dyson
- Pura Fé
- José Feliciano (en espagnol : Ahora si quiero amar)
- The Fugees
- Marvin Gaye
- Jennifer Lopez (sampling)
- Grand Puba (sampling)
- Thelma Houston
- Willie Hutch
- Melissa Manchester
- Glenn Medeiros
- Monday Michiru
- MURS (sampling)
- Leon Thomas
- Dave Valentin (instrumental)
- Leon Ware
- Jason Weaver
- Zakiya

## Crédits
Écrit et composé par : Arthur Ross et Leon Ware
Longueur : 3'00

Musiciens:
• Michael Jackson : voix principale
• Musiciens : (?)

Enregistrement:
Motown Recording Studios, Los Angeles : automne 1971

Équipe technique:
• Producteur : Hal Davis
• Arrangeur : James Anthony Carmichael

## Dans la culture
Sauf indication contraire ou complémentaire, les informations mentionnées dans cette section proviennent du générique de fin de l'œuvre audiovisuelle présentée ici.
- En 2006, dans Nos jours heureux d'Éric Toledano, bande originale.

## Single
Face A  : I Wanna Be Where You Are (stereo single version) / 2'57
Face B : We've Got A Good Thing Going (stereo single version) / 3'00
Sortie chez Motown Records : USA, mai 1972 (réf. M 1202F)
Classements : USA R&B #2, Pop #16